# Петровський Валентин Васильович
Валенти́н Васи́льович Петро́вський (15 лютого 1922, Чернігів — 25 серпня 2009, Київ) — український тренер із легкої атлетики, науковець, професор, заслужений тренер УРСР (1969), заслужений тренер СРСР (1970), тренер збірної СРСР на Олімпіадах 1972 і 1976 років.

## Життєпис
Народився 15 лютого 1922 року в Чернігові.
Був учасником Другої світової війни. Нагороджений орденом Червоної Зірки (1944).
1952 — закінчив Київський державний інститут фізичної культури.
1960 — здобув вченого ступеня кандидата біологічних наук. Від 1961 — старший викладач, від 1962 — доцент, від 1970 — професор кафедри легкої атлетики Київського інституту фізичної культури.
1971—1991 — професор кафедри теорії та методики фізичного виховання.
1972 — нагороджений орденом Трудового Червоного Прапора.
1992—2002 — професор кафедри олімпійського і професійного спорту.
Підготував понад 30 кандидатів наук, видав понад 80 наукових праць.
Найвище досягнення як тренера — підготовка дворазового олімпійського чемпіона Валерія Борзова.
Український математик Віра Глушкова, донька видатного кібернетика — академіка В. М. Глушкова, називає Валентина Васильовича одним із ініціаторів застосування математичних методів і принципів спортивної кібернетики. У 1960-х роках Петровському вдалося розрахувати математичну модель тренувань Валерія Борзова. Під час тренувань прилади-реєстратори здійснювали лікарський, фізіологічний і функціональний контроль спортсмена, допомагали виявити приховані резерви витривалості, сили і швидкості.
Ці принципи розвивались і його учнем — легкоатлетом і науковцем, згодом керівником наукової лабораторії київського «Динамо» Анатолієм Зеленцовим.
1969 року В. В. Петровському присвоєно звання заслуженого тренера УРСР, а 1970 — заслуженого тренера СРСР.
1999 року був удостоєний Почесного знаку МОК.

## Цікаві факти
В. Петровський вважав, що якби Олег Блохін обрав легку атлетику замість футболу, то був би видатним спринтером. Саме Валентин Васильович зафіксував рекорд Блохіна в бігу на стометрівку — 10,7 сек.

## Автор книг
- 1959 — «Чергування праці і відпочинку в спортивному тренуванні»
- 1965 — «Програмоване навчання і застосування технічних засобів у спортивному тренуванні»
- 1972 — «Як навчати легкоатлетичних вправ»
- 1973 — «Кібернетика і спорт»
- 1978 — «Біг на короткі дистанції (спринт)»
- 1978 — «Організація спортивного тренування»